# Aaron Carter
Aaron Carter (Tampa, 7 dicembre 1987 – Lancaster, 5 novembre 2022) è stato un cantante, rapper e attore statunitense.
Fratello minore di Nick Carter, aprì alcuni concerti dei Backstreet Boys per poi intraprendere una carriera musicale in prima persona pubblicando cinque album in studio tra il 1997 e il 2018. Suonava vari strumenti: il pianoforte, la batteria, la chitarra e il sassofono. Aveva una passione per lo sport e il ballo, curando infatti spesso le coreografie delle sue stesse esibizioni.

## Biografia
Aaron crebbe a Tampa, Florida. La famiglia era originaria dello Stato di New York, dove nacque suo fratello Nick. Aveva una sorella gemella e altre due sorelle, Bobbie Jean Carter e Leslie Carter (morta la notte del 30 gennaio 2012 all'età di 25 anni) e anche una sorellastra di nome Ginger, nata dal primo matrimonio di suo padre, e un fratellastro, Kanden, nato nel 2005. Aveva inoltre un'altra sorellastra, Taelyn, figlia della nuova moglie di suo padre.

### Carriera musicale
Iniziò la sua carriera musicale all'età di sette anni, trascorrendo due anni come cantante del gruppo musicale "Dead End" dalla quale si dissociò per incomprensioni riguardante lo stile musicale. Aveva nove anni quando fece la sua prima apparizione pubblica cantando Crush On You e aprendo così il concerto dei Backstreet Boys a Berlino nel marzo 1997. La performance fu seguita da un contratto record, e nell'autunno del 1997 Aaron pubblicò la canzone come singolo, seguito poi dal suo primo eponimo album Aaron Carter.
L'album seguente, Aaron's Party (Come Get It), pubblicato il 26 settembre 2000, fu realizzato negli Stati Uniti sotto l'etichetta Jive. Il disco riscosse un notevole successo a livello mondiale e ricevette tre dischi di platino e uno d'oro per le 3.5 milioni di copie vendute, di cui 1.5 milione solo negli Stati Uniti, raggiungendo il quarto posto come album più venduto negli USA nella prestigiosa classifica statunitense Billboard 200.
Aaron's Party fu accompagnato da un DVD contenente video musicali, uscito il 10 ottobre 2000, e da un DVD Live, pubblicato il 31 luglio 2001. Nel luglio del 2000 sua madre pubblicò anche un libro per i fan di Aaron Carter, The Little Prince of Pop, contenente la sua biografia. All'età di 13 anni, Aaron registrò l'album Oh Aaron, pubblicato poi il 7 agosto 2001, che si apriva con un duetto insieme al fratello Nick. Oh Aaron fu accompagnato anch'esso da un omonimo DVD, uscito il 26 marzo successivo, che conteneva un suo recente concerto svoltosi a Baton Rouge in Louisiana, interviste e video musicali. L'azienda di giocattoli Play Along Toys creò anche una bambola rappresentante Aaron Carter in occasione dell'uscita dell'album.
Il lavoro successivo fu Another Earthquake, pubblicato il 3 settembre 2002, che rappresentò una lieve svolta nel genere musicale, orientato verso il pop rock e il rap. L'album conteneva la canzone dal tema patriottico America A O e la romantica Do You Remember. Most Requested Hits, il suo primo greatest hits, fu pubblicato il 3 novembre del 2003 e conteneva, oltre alle sue hit, anche il singolo di traino One Better. Aaron pubblicò il singolo Saturday Night il 22 marzo 2005 e lo promosse durante il suo "Remix Tour" dell'estate 2005. La canzone era anche contenuta nella colonna sonora del film Pop Star. Carter collaborò anche a molte altre colonne sonore, come quella di The Other Me (2000), Jimmy Neutron: Ragazzo genio (2001), e The Princess Diaries (2001). Intervenne poi nel reality show House of Carters, che raccontava le vicende della sua famiglia, Aaron e Nick fondarono poi la loro casa discografica personale chiamata "Carter Bros".
A inizio 2016 pubblicò il singolo Fool's Gold che ottenne un buon successo negli USA. Questa canzone entrò poi a far parte dell'EP Løve pubblicato l'anno dopo, da cui venne estratto un altro singolo, Sooner or Later.

### Carriera cinematografica
Aaron intraprese anche la carriera di attore. Le sue apparizioni in televisione inclusero i telefilm come Lizzie McGuire, Sabrina, vita da strega, e Settimo cielo. Nell'aprile 2001 Aaron esordì a Broadway in Seussical the Musical di Lynn Ahrens e Stephen Flaherty, con la parte di "JoJo the Who."
Aaron ottenne nel 2004 una piccola parte nella commedia Il mio grasso grosso amico Albert. Il suo primo vero ruolo importante fu però nel film Popstar (2005), storia ispirata alla sua vera vita. Ebbe poi il ruolo di un pilota di motocross nel film Supercross (2005).

### Morte
È morto il 5 novembre 2022, all'età di 34 anni, nella sua abitazione di Lancaster, California. Il sito TMZ riporta che Aaron è stato ritrovato privo di vita nella sua vasca da bagno, presumibilmente annegato. Per individuare le cause della morte è stata comunque avviata un'indagine.

## Discografia

### Album
- 1997 - Aaron Carter
- 2000 - Aaron's Party (Come Get It)
- 2001 - Oh Aaron
- 2002 - Another Earthquake
- 2003 - Most Requested Hits
- 2006 - Come Get It: The Very Best of Aaron Carter
- 2006 - 2 Good 2 Be True
- 2015 - The Music Never Stopped - EP
- 2017 - LøVë - EP
- 2018 - LØVË
- 2024 - The Recovery Album

### Singoli
- 1997 - Crush On You
- 1998 - Crazy Little Party Gir
- 1998 - I'm Gonna Miss You Forever
- 1998 - Surfin' USA
- 1999 - Let The Music Hear Your Soul
- 2000 - I Want Candy
- 2000 - Aaron's Party (Come Get It)
- 2000 - That's How I Beat Shaq
- 2000 - The Clapping Song
- 2000 - Life is a Party
- 2001 - Oh, Aaron
- 2001 - Leave It Up To Me
- 2001 - Not Too Young, Not Too Old
- 2001 - I'm All About You
- 2002 - Another Earthquake
- 2002 - Summertime
- 2005 - Saturday Night
- 2009 - I Ain't Gonna Take No More
- 2009 - Dance with Me
- 2017 - Fool's Gold

### Colonne sonore
- The Other Me (2000) - "Life is a Party"
- Jimmy Neutron, Ragazzo genio (2001) - "Leave It Up To Me," "AC's Alien Nation," "Go Jimmy Jimmy"
- The Princess Diaries (2001) - "Little Bitty Pretty One"
- Popstar (2005) - "Saturday Night" (live), "Enough Of Me," "I Want Candy" (live), "One Better" (live), "Do You Remember" (live)

## Filmografia
- Grand Stand (2007)
- I Want Someone To Eat Cheese With (2007)
- House of Carters (2006)
- Penn & Teller: Off the Deep End (2005)
- Supercross (2005)
- Popstar (2005)
- Ella Enchanted - Il magico mondo di Ella (2004)
- Settimo cielo (2004) - 2 episodi
- Il mio grasso grosso amico Albert (2004)
- Affari di famiglia (2003) - 1 episodio
- 48 Hours Mystery (2002) - 1 episodio
- Liberty's Kids (2002) (TV) (voice)
- Sabrina, vita da strega (2001) - 1 episodio
- Lizzie McGuire (2001) - 1 episodio
- Figure it Out (1998) - 1 episodio

## Premi e riconoscimenti
- Nickelodeon Kid's Choice Awards 
  - 2001 - Miglior artista esordiente
- Teen Choice Awards 
  - 2001 - Artista maschio dell'anno